# Broxyquinoline
Broxyquinoline là một chất chống nguyên sinh.
Một sự liên quan với không dung nạp gắng sức đã được báo cáo.